# Aliabad-e Dule Rasz
Aliabad-e Dule Rasz (perski: علي آباد دوله رش) – wieś w Iranie, w ostanie Kurdystan. W 2006 roku liczyła 118 mieszkańców w 23 rodzinach.